# Nanatka fuscula
Nanatka fuscula är en insektsart som beskrevs av Cai et Kuoh 1995. Nanatka fuscula ingår i släktet Nanatka och familjen dvärgstritar. Inga underarter finns listade i Catalogue of Life.